# 山田邦子の大胆ステキっ!
山田邦子の大胆ステキっ!（やまだくにこのだいたんステキっ）は、1987年10月16日から1988年4月1日まで、ニッポン放送で放送されていたラジオ番組。ニッポン放送ショウアップナイターの放送されていない、ナイターオフ期限定の番組である。
放送時間は毎週金曜日 21:00 - 22:00（JST）。

## 概要
山田邦子にとって、この番組は2年ぶりのラジオパーソナリティ番組。エーザイの単独提供。
山田はこの番組を引き受けた理由について、「世の中の女の子全てが、いい子・いい女になって欲しい」という願いがあった上で「自分が愚かな女の見本になり、恥をしのんで、（ラジオを通じて）こんな損な生き方したらダメよという部分を公開すれば、全ての女の子たちの役に立つと思った」ということを話している。
本番組は、ニッポン放送では生放送。そのため、曲がかかっている間に山田がトイレに行ったが、ちょうどトイレが混雑していたために曲が終わるまでに帰って来れず、更にもう一曲曲をかけて帰って来るまでの間をつないだというハプニングがあった。
山田はその後もニッポン放送で『邦子とキッチュのTVで遊ぶ(生)ラジオ』（1988年10月 - 1989年3月）、『邦子のYAMYAMももテレビ』（1989年10月 - 1990年3月）、『山田邦子涙の電話リクエスト』と毎年ナイターオフにメインパーソナリティを務め（涙の電話リクエストは1993年4月から通年放送へ移行）、2004年3月に『山田邦子の今夜もおつかれ!』が終了するまで17年間にわたってニッポン放送でレギュラー出演し続けていた。

## 主なコーナー
スタイリスト前田みのるのファッションアドバイス
- 当時山田が大ファンだった田原俊彦のスタイリストを務めていた前田みのるがこのコーナーにレギュラー出演し、ファッションをアドバイス。リスナーからはがきによるファッション相談も受け付けていた。前述のように「女の子全てがいい子やいい女になって欲しい」思いからこのコーナーを作ったという[1]。

今週の笑い者
- リスナーから、自分のクラスや町、近所にいるあらゆる“笑い者”、または自分自身がドジ踏んだ、失敗したという出来事を生電話で報告してもらっていた[1][4]。

わらしべ長者
- 日本のおとぎ話の『わらしべ長者』のように、物々交換を重ねて、出来るだけ高価な物にたどり着こうという企画。リスナーは交換したい品物とその値段を、その品物にまつわるエピソードをはがきに書き添えて応募。この企画は3800円の「邦ちゃん人形」からスタートした。このコーナーでの収益金はチャリティーへの寄付に回された[1]。

## ネット局
- MBSラジオ：毎週日曜日 21:15 - 22:00 （※再編集したものを二日遅れで放送していた。）